# Estádio Grito da República
O Grito da República, conhecido popularmente como Estádio do Rio Doce, é um estádio de futebol multiuso brasileiro, localizado na cidade de Olinda, no estado de Pernambuco. Tendo seu inicio de construção em 2008, sua construção previa-se uma capacidade para cerca de 10.700 pessoas. O projeto em parceria com o Ministério da Cidadania, teve um investimento na ordem de R$ 7 milhões. O espaço possui campo oficial, vestiários, cabines para a imprensa, vagas de estacionamento, duas quadras poliesportivas, playground, brinquedos, seis torres de iluminação, pista de cooper, restaurante e outras áreas de lazer.
Foi inaugurado parcialmente em 2016, o estádio foi palco para algumas modalidades esportivas como: Campeonato Pernambucano de Futebol Americano, Torneio de Futebol Amigos Solidários e outros eventos menores.

## Histórico

### Antecedentes
O inicio das obras de construção do estádio aconteceu em 2008, com um investimento de 7 milhões de reais e tinha o intuito de que toda a estrutura estivesse pronta antes da Copa do Mundo FIFA de 2014 e servisse de centro de treinamento para as seleções participantes do torneio e da Copa das Confederações FIFA. Com prazo de termino para 2012, o estádio também seria a nova casa do Olinda Futebol Clube, que mandava seus jogos no estádio municipal Eugênio Araújo (Olindão), que tem capacidade de 4 mil espectadores.
A obra, foi um projeto unificado entre a prefeitura, secretaria de obras e governo estadual. O estádio, deveria se adequar aos padrões criados pela FIFA, para poder ser apito de se tornar um CTS (Centro de Treinamento para Seleções).

### Primeiras dificuldades e Inauguração parcial
Em um vídeo institucional, em 11 de abril de 2014, o prefeito Renildo Calheiros estipulava para o Natal a inauguração do estádio Grito da República, em Olinda. Àquela altura, o prazo já estava esticado em dois anos. Devido a esse atraso, o estádio acabou fincando de fora, de ser utilizado por alguma seleção na copa, como um CTS.
Em 2016, o estádio foi inaugurado parcialmente com a entrega do gramado, vestiários, arquibancadas e o parque. As demais estruturas teve previsão de entrega para 2017, tendo a construção agora setorizada em três etapas e com as duas primeiras, finalizadas.

### Nova reforma, homologação e novo prazo
Em 2020, o Grito da Republica passou por requalificação do seu novo sistema elétrico. Com custo total de 1,2 milhões de reais, o estádio teve implantação das instalações elétricas; fornecimento e instalação de postes e luminárias/projetores da praça de apoio, campo, acessos Sul e Norte; instalação de quadro de distribuição; fornecimento e instalação de subestação aérea. O valor investido é de um convênio assinado pela Prefeitura de Olinda com o Governo Federal e só pode ser empregado para esta finalidade.
Com o intuito de homologar o estádio para jogos do Campeonato Pernambucano, o Grito da Republica passa por mais uma etapa de construção. Desta vez, para atender às solicitações dos órgãos competentes e posterior homologação da Federação Pernambucana de Futebol. Com isso, ele estará liberado para receber jogos do Campeonato Pernambucano 2022. No projeto de requalificação está a proteção das arquibancadas, evacuação do público, acesso de ambulância, cabines de imprensa e iluminação.
O prazo para entrega é de 30 dias e o investimento é de R$ 300 mil, fruto de uma emenda parlamentar do deputado federal Augusto Coutinho. O encontro que definiu a possibilidade de uso do equipamento no Estadual foi realizado no último dia 6, num encontro que reuniu o vice-prefeito, Márcio Botelho; os assessores especiais da Prefeitura, Chiquinho e Evandro Avelar; além da secretária de Obras, Pollyana Monteiro, junto com o presidente da FPF, Evandro Carvalho.